# Millville (Delaware)
Millville é uma vila localizada no estado americano de Delaware, no condado de Sussex.

## Geografia
De acordo com o United States Census Bureau, a vila tem uma área de 6,5 km², onde todos os 6,5 km² estão cobertos por terra.

### Localidades na vizinhança
O diagrama seguinte representa as localidades num raio de 16 km ao redor de Millville.

## Demografia
Segundo o censo nacional de 2010, a sua população é de 544 habitantes e sua densidade populacional é de 84 hab/km². Possui 433 residências, que resulta em uma densidade de 66,9 residências/km².